# St Michael, Cornhill

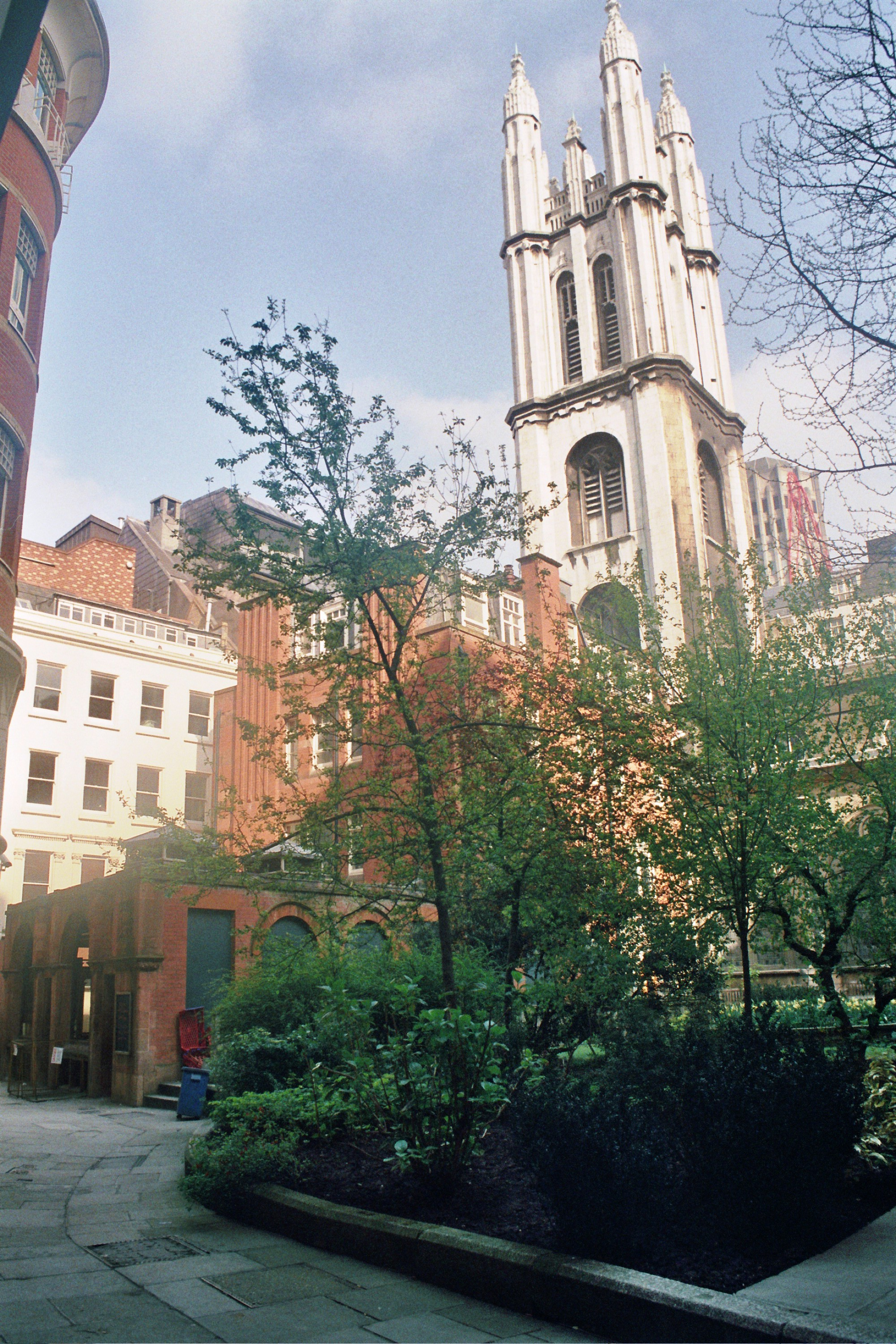
Exterior

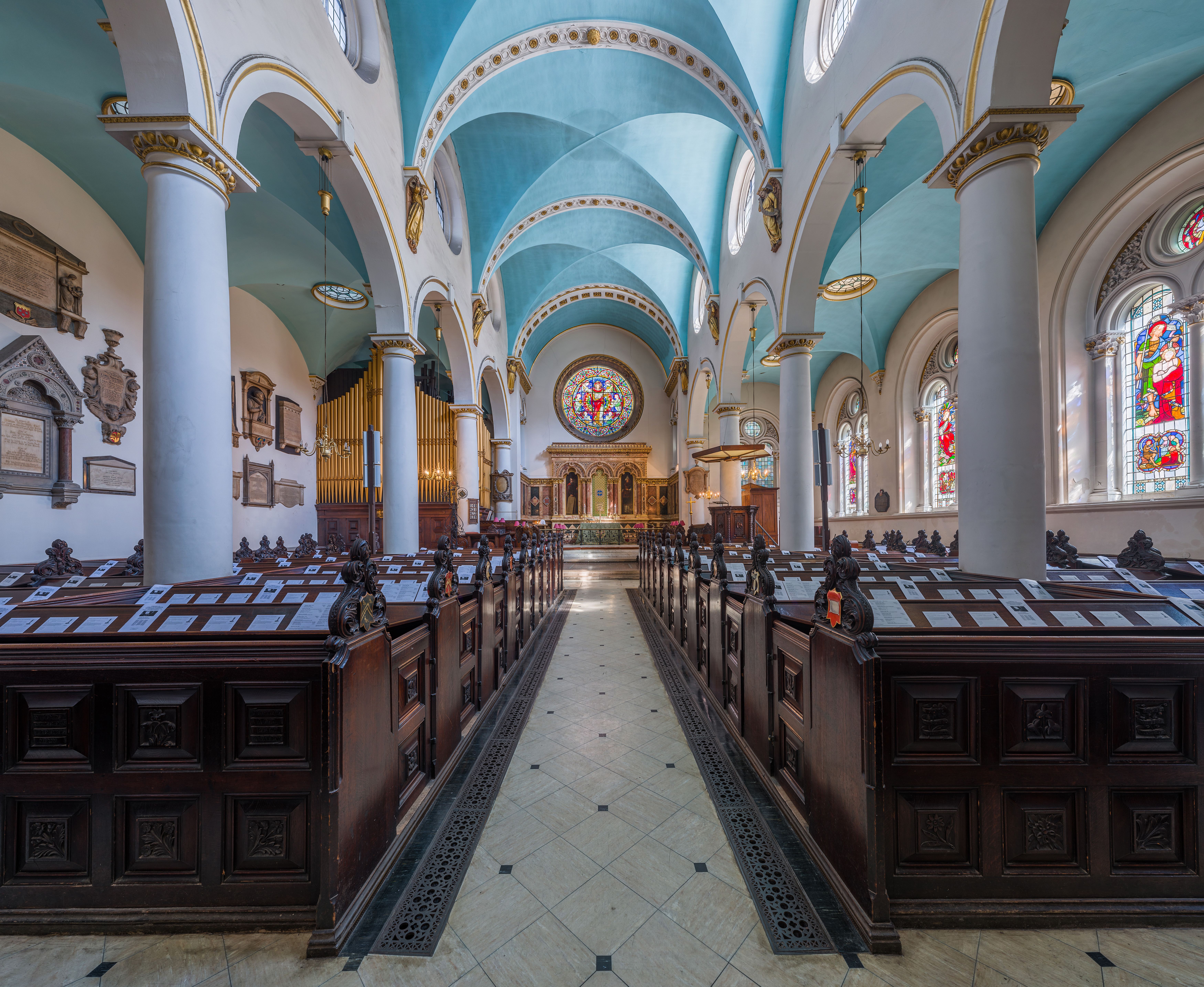
Interior de la nave

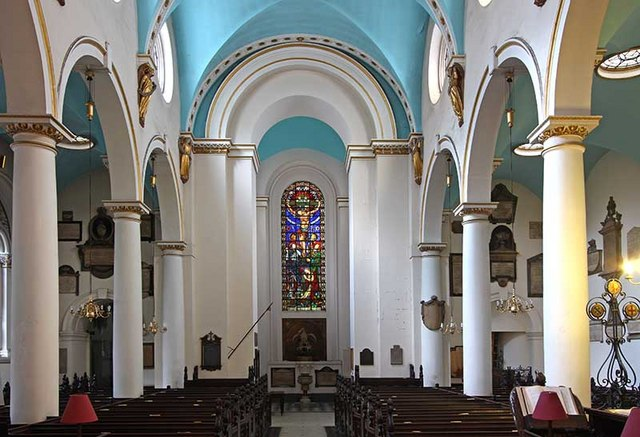
Narthex de la iglesia San Miguel

Armas obispos de Londres

La iglesia San Miguel de Cornhill se encuentra en la diócesis de Londres. La parroquia es en el barrio de Cornhill en la Ciudad.
Dedicada por el arcángel Miguel, esta templo anglicano es conocido por su órgano.
El Muy Rev. Stephen Platten es el sacerdote actuel. 